# Jairo Vélez
Jairo David Vélez Cedeño (El Carmen, 21 de abril de 1995) é um futebolista equatoriano que joga como atacante. Atualmente joga pelo Universidad César Vallejo.[carece de fontes?]

## Carreira
Vélez começou a sua carreira nas categorias de base da Universidad Católica, do Equador, em 2008. Dois anos mais tarde, mudou-se para as categorias de base do River Plate, também do Equador. Estreou profissionalmente em 2013, na partida válida pelo Campeonato Equatoriano da Série B, campeonato no qual marcou 2 gols em 12 jogos disputados. Após ser observado, junto com seu companheiro Danny Cabezas, pelo Vélez Sársfield ao disputar amistosos com o River na Argentina, foi contratado pelo time argentino por empréstimo de um ano. Na base do Vélez Sársfield, Vélez foi o grande nome da equipe campeã da Quinta División, liderando o time e marcando 10 gols no campeonato. Foi promovido para a equipe reserva do clube argentino em 2014. Estreou pelo time profissional em 27 de abril de 2014, na vitória por 4–1 sobre o Rosario Central, partida também na qual marcou seu primeiro gol pelo "El Fortín". Em 15 de julho de 2014, foi contratado em definitivo pelo Vélez Sársfield, assinando um contrato válido por três anos.